# Fernando Dinis
Fernando Alberto Morais Dinis (Vila Real, 25 luglio 1982) è un ex calciatore portoghese, di ruolo difensore.

## Carriera

### Club
Nella stagione 2006-2007, gioca sette partite nella massima serie portoghese con il Boavista. In seguito, dal 2009 al 2011, milita nello Zagłębie Lubin, con il quale colleziona in totale 28 presenze e una rete nella massima serie polacca.